# Notohippidae
A Notohippidae az emlősök (Mammalia) osztályának a Notoungulata rendjébe, ezen belül a Toxodonta alrendjébe tartozó család.

## Tudnivalók
A Notohippidae-fajok Dél-Amerika területén éltek az eocén kor elejétől az oligocén kor végéig.

## Rendszerezés
A családba az alábbi 2 alcsalád és 18 nem tartozik:
- †Notohippinae
  - †Argyrohippus
  - †Colpodon
  - †Nesohippus
  - †Notohippus
  - †Perhippidion
  - †Purperia
  - †Stilhippus
- †Rhynchippinae
  - †Eomorphippus
  - †Eurygenium
  - †Morphippus
  - †Pampahippus
  - †Plexotemnus
  - †Puelia
  - †Rhynchippus
- Bizonytalan helyzetűek (a Notohippidae családon belül, határozatlan alcsaládba helyezett nemek):
  - †Acoelohyrax
  - †Edvardocopeia
  - †Mendozahippus
  - †Trimerostephanos

### Fordítás
Ez a szócikk részben vagy egészben  a   Notohippidae című angol Wikipédia-szócikk fordításán alapul.  Az eredeti cikk szerkesztőit annak laptörténete sorolja fel. Ez a jelzés csupán a megfogalmazás eredetét és a szerzői jogokat jelzi, nem szolgál a cikkben szereplő információk forrásmegjelöléseként.